# Alice and Wonderband
Alice and Wonderband är ett musikalbum från 1959 med Alice Babs. Dessutom medverkar Bengt Hallberg och Arne Domnérus orkester.

## Inspelning
Orkestermusiken spelades in i Europa-Film i Bromma, Stockholm, den 26 och 27 maj, med påföljande sångpåläggning den 3-5 juni 1959.

## Utgåvor
Originalutgåvan på LP, Decca LK 4326, gavs ut i mono, medan inspelningarna presenterades i stereo på en senare utgåva med annat bildomslag, Telestar TRS 11025.
År 1993 gavs detta album ut på CD i stereo. År 2009 ingick Alice and Wonderband i den då utgivna CD-samlingen 3 Original Album Classics.
Den 30 januari 2014 gjordes albumet tillgängligt av Sony Music Entertainment Sweden AB för digital nedladdning.

## Låtlista

### Sida A
1. No Words Blues (Bengt Hallberg / Alice Babs) – 3'03
2. Just a-Sittin' and a-Rockin' (Billy Strayhorn / Duke Ellington / Lee Gaines) – 2'57
3. Willow Weep for Me (Ann Ronell) – 4'47
4. I Didn't Know What Time It Was (Richard Rodgers / Lorenz Hart) – 2'42
5. New Orleans (Hoagy Carmichael) – 3'18

### Sida B
1. I Only Have Eyes For You (Harry Warren / Al Dubin) – 2'17
2. Prelude to a Kiss (Ellington / Irving Gordon / Irving Mills) – 4'28
3. The Lady's in Love With You (Burton Lane / Frank Loesser) – 2'31
4. No Name Blues (Hallberg / Alice Babs) – 4'55
5. I Can't Give You Anything But Love (Jimmy McHugh / Dorothy Fields) – 2'02
6. I Got It Bad and That Ain't Good (Ellington / Paul Francis Webster) – 3'25

## Medverkande
- Alice Babs – sång
- Bengt Hallberg – arrangör, piano[6]
- Arne Domnérus – orkesterledare, altsaxofon, klarinett
- Benny Bailey – trumpet
- Bengt-Arne Wallin – trumpet
- Lennart Sundewall – trumpet
- Sixten Eriksson – trumpet
- Åke Persson – trombon
- Andreas Skjold – trombon
- Gunnar Medberg – trombon
- Folke Rabe – trombon
- Lennart Jansson – altsaxofon
- Rolf Blomquist – tenorsaxofon
- Bjarne Nerem – tenorsaxofon
- Sven Stiberg – gitarr
- Georg Riedel – kontrabas
- Egil Johansen – trummor

## Utmärkelser
Tidningen Expressen gav 1959 Alice Babs pris för "bästa kvinnliga sång" för detta album.

### Fotnoter
1. 1 2  Sjöblom, Alice Babs: "Född till musik: memoarer", Norstedts, Stockholm, 1989, s. 331-332.
2. ↑  ”www.discogs.com”. http://www.discogs.com/Alice-Babs-Alice-And-Wonderband/release/3685471. Läst 24 maj 2013.
3. ↑  ”www.discogs.com”. http://www.discogs.com/Alice-Babs-Arne-Domnerus-Alice-Wonderband/release/2493616. Läst 24 maj 2013.
4. ↑  ”Svensk mediedatabas”. http://smdb.kb.se/catalog/id/001503259. Läst 24 maj 2013.
5. ↑  ”CDON.com”. http://downloads.cdon.com/index.phtml?action=search&search_terms=Alice+and+Wonderband. Läst 5 februari 2014.[död länk]
6. ↑  Omslag "Alice and Wonderband", RCA 74321 12719 2, BMG Ariola AB Sweden.